# باغ‌وحش کویت
باغ‌وحش کویت یک باغ‌وحش در عماریه در کویت است. این باغ‌وحش در حال حاضر تعطیل است.

## تاریخچه
باغ‌وحش کویت در سال ۱۹۶۸ تأسیس شد. این باغ‌وحش در جریان تهاجم عراق به کویت در سال ۱۹۹۰ آسیب‌های گسترده‌ای دید. با این حال، بیشتر عملیات تعمیر و نگهداری به پایان رسیده است و باغ‌وحش پس از تکمیل کارهای اصلاح و نوسازی، دوباره بازگشایی شد. بخشی از این نوسازی‌ها در اوایل سال ۱۹۹۳ شامل اضافه‌شدن جانوران جدید از سایر باغ‌وحش‌ها بود. این باغ‌وحش حدود ۱۸۰٬۰۰۰ مترمربع مساحت دارد. فضای باغ‌وحش به چهار بخش عمده تقسیم می‌شود:
- بخش جانوران
- مرکز فرهنگی و بخش علوم زیستی
- بخش خدمات و نگهداری
- درمانگاه دامپزشکی

## تولیدمثل و ازدیاد جمعیت
باغ‌وحش کویت از هیچ وسیله‌ای برای جلوگیری از باروری یا عقیم‌سازی جهت کنترل تولیدمثل ناخواسته استفاده نمی‌کند. در اغلب موارد، تنها روش پیشگیری که تاکنون باغ‌وحش به‌کار گرفته است، جداسازی حیوانات در قفس‌های متفاوت به‌منظور کاهش احتمال جفت‌گیری بوده است. این رویکرد قدیمی در سامانه تولیدمثل موجب شده است که باغ‌وحش با انتقادهای شدیدی روبه‌رو شود، چرا که این سیاست منجر به افزایش بیش از حد جمعیت حیوانات شده و باغ‌وحش را مجبور به فروش برخی گونه‌ها (عمدتاً اسبچه، گوزن، گوسفند و طاووس) به عموم مردم کرده است.

## انتقادهای پتا
جیسون بیکر، مدیر بخش آسیا در پتا (People for the Ethical Treatment of Animals) اظهار داشت که شرایط زندگی حیوانات در باغ‌وحش کویت فاجعه‌بار است و آن‌ها به‌طور مداوم در وضعیت فلاکت‌باری زندگی می‌کنند. در نامه‌ای خطاب به مدیرکل سازمان محیط‌زیست عمومی کویت، بیکر خواستار ممنوعیت فوری واردات حیوانات جدید به این باغ‌وحش شد. به گفتهٔ این فعال حقوق حیوانات، شماری از جانوران در باغ‌وحش کویت به دلیل بی‌توجهی شدید کارکنان و همچنین «... شرایط نگهداری فجیع و نبود مراقبت‌های دامپزشکی» جان خود را از دست داده‌اند.
وی گفت: «شرایط به دلیل موج‌های گرمای اخیر در کشور وخیم‌تر شده است. بدون سرپناه و آب کافی، بسیاری از حیوانات پس از قرار گرفتن طولانی‌مدت در معرض گرمای شدید، دچار کم‌آبی و گرمازدگی شده و مرده‌اند. گزارش‌ها حاکی از آن است که حیواناتی مانند طوطی، سگ و گوزن به‌صورت مرده در باغ‌وحش افتاده بودند.» بیکر افزود که کارکنان باغ‌وحش هیچ‌گونه مهارت یا دانشی در زمینه درمان مناسب حیوانات زخمی یا بیمار ندارند. او با احترام از سازمان محیط‌زیست عمومی خواست تا فوراً واردات حیوانات جدید را ممنوع کرده و اقداماتی برای بهبود رفاه حیوانات در باغ‌وحش انجام دهد.
مدیر پتا همچنین اشاره کرد که کویت در سال ۲۰۰۲ کنوانسیون تجارت بین‌المللی گونه‌های در خطر انقراض جانوری و گیاهی وحشی را تصویب کرده است و بسیاری از جانورانی که مرده‌اند، تحت حفاظت این کنوانسیون قرار داشته‌اند. وی از مسئولان خواست تا به تعهدات این معاهده پایبند بوده، فعالیت‌های مدیریتی باغ‌وحش کویت را مورد بررسی قرار دهند و هرگونه تجارت ناقض این کنوانسیون را ممنوع اعلام کنند.
مدیر باغ‌وحش کویت اظهارات جیسون بیکر، مدیر بخش آسیا در پتا را رد کرده و گفته است که هیئت‌مدیره معتقد است نظرات و نگرانی‌های آقای بیکر صرفاً بر اساس مقاله‌ای منتشرشده در ماه گذشته ابراز شده که سرشار از ادعاهای اثبات‌نشده است. (این مقاله توسط فهد المیاح در روزنامه الرأی کویت نوشته شده است) مدیر باغ‌وحش عنوان کرد که شیوهٔ نگارش این مقاله غیرحرفه‌ای و جهت‌دار بوده است. در مقاله آمده بود که «... هیچ‌گونه دستگاه تهویه‌ای در محوطه‌های سرپوشیدهٔ حیوانات وجود ندارد و آن‌ها به دلیل قطعی برق در تابستان در حال مرگ هستند، که این ادعا نادرست است.»

## انتقال باغ‌وحش
ایدهٔ انتقال باغ‌وحش به مکانی جایگزین در منطقهٔ المطلاع در حال بررسی است، اما منابع فاش کرده‌اند که شورا هنوز دربارهٔ وضعیت باغ‌وحش بحث نکرده است، هرچند برخی اعضا پیشنهادهایی در حمایت از این ایده ارائه داده‌اند.

## نگارخانه

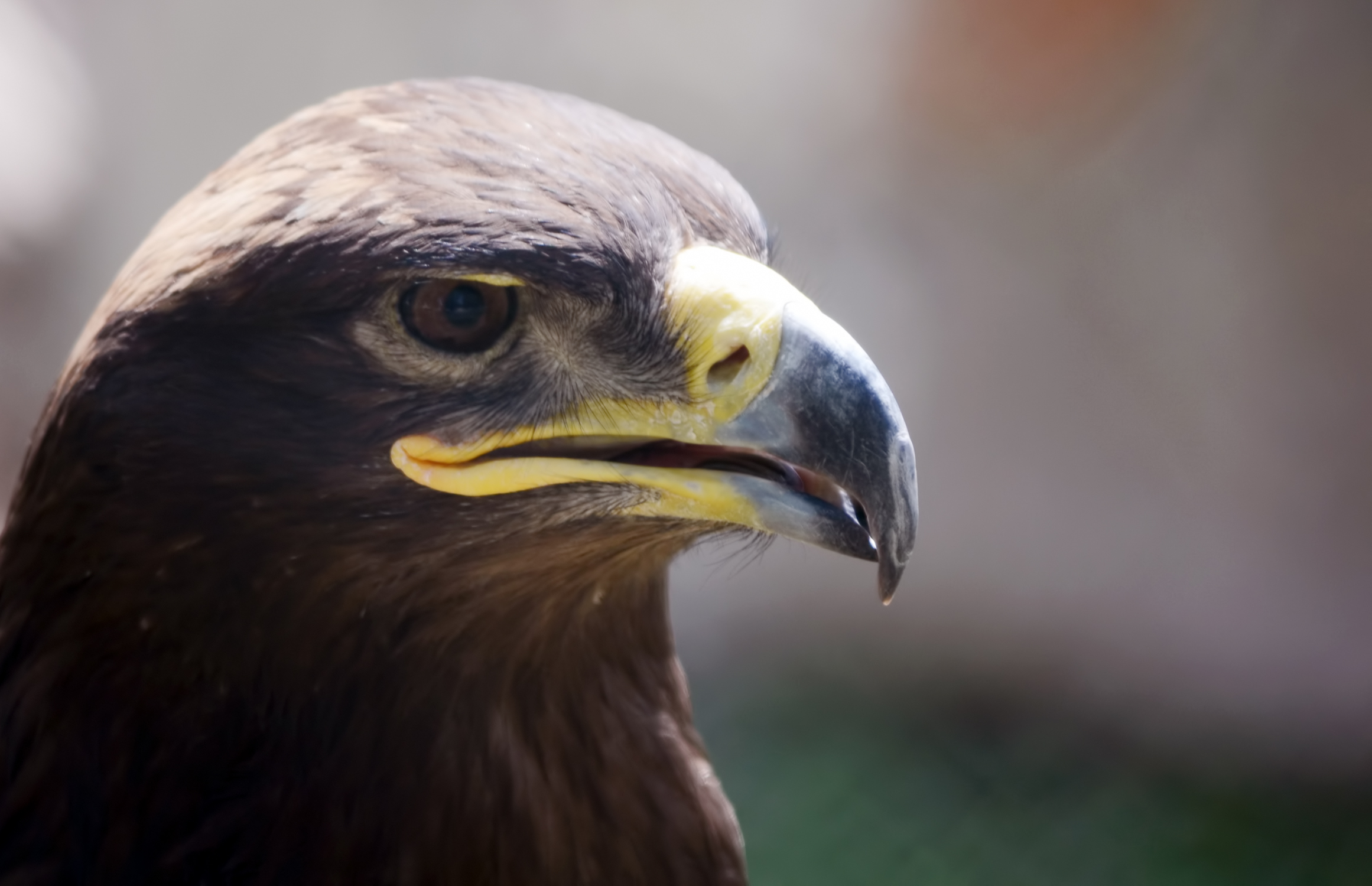
عقاب طلایی
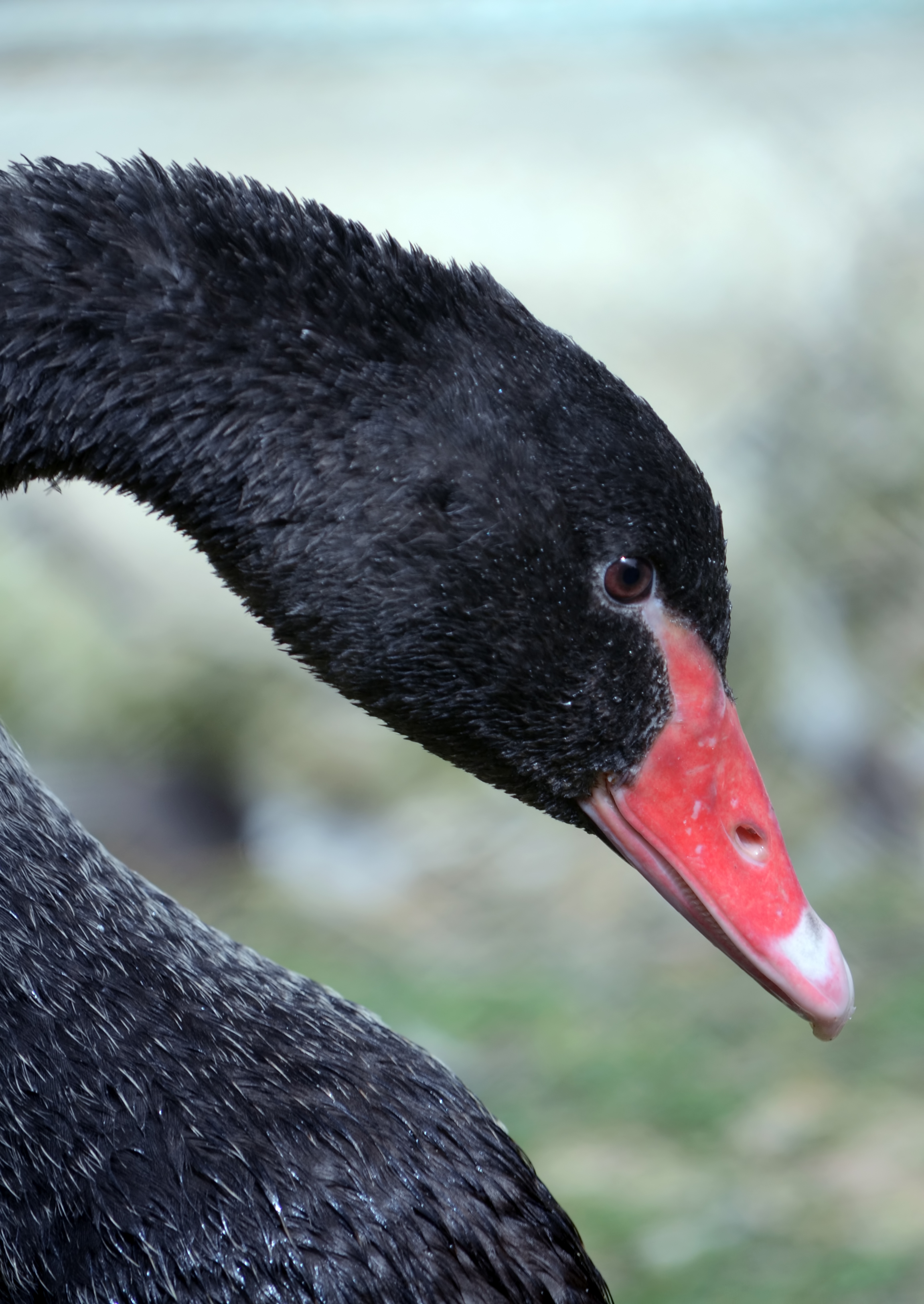
قوی سیاه
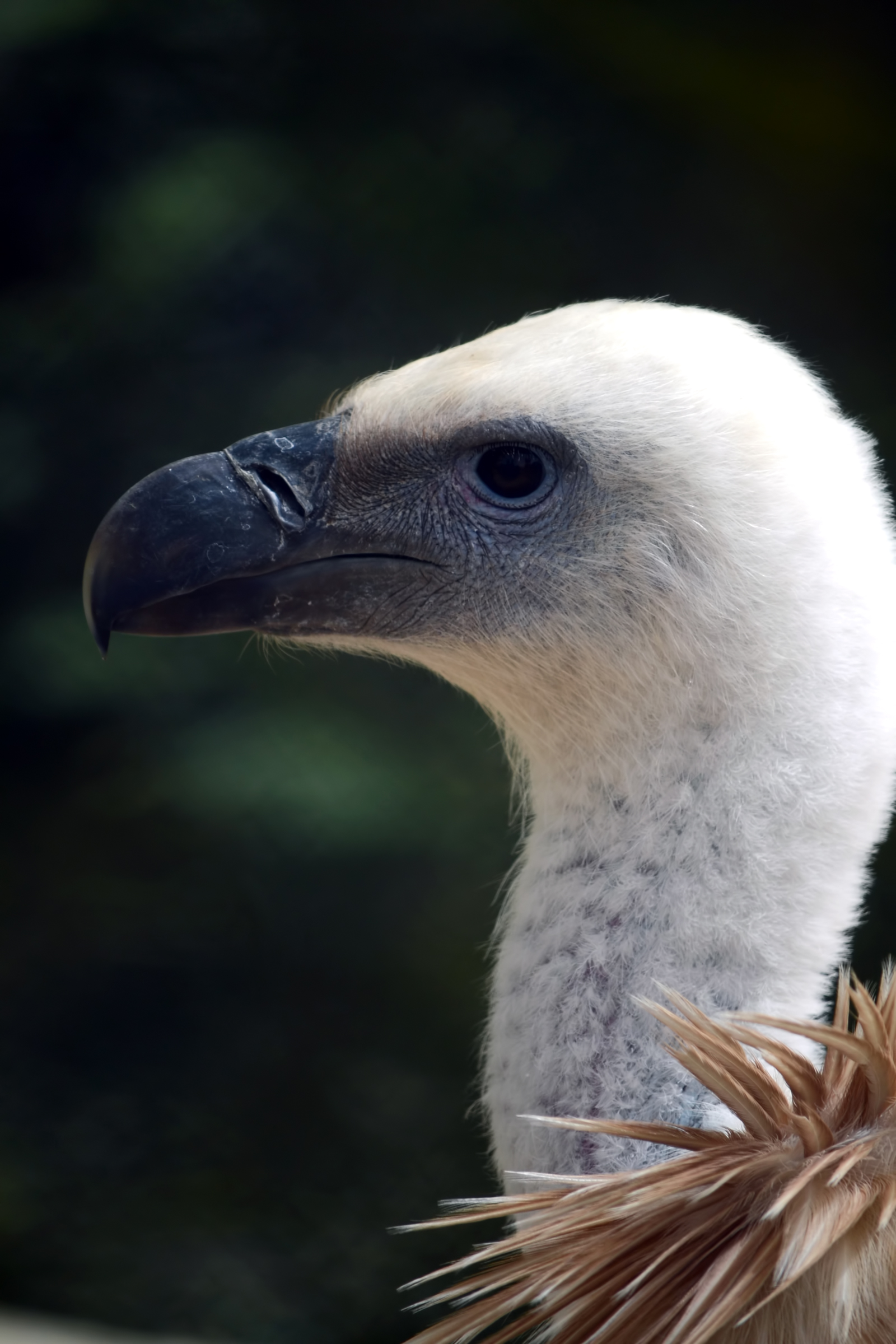
کرکس گریفون
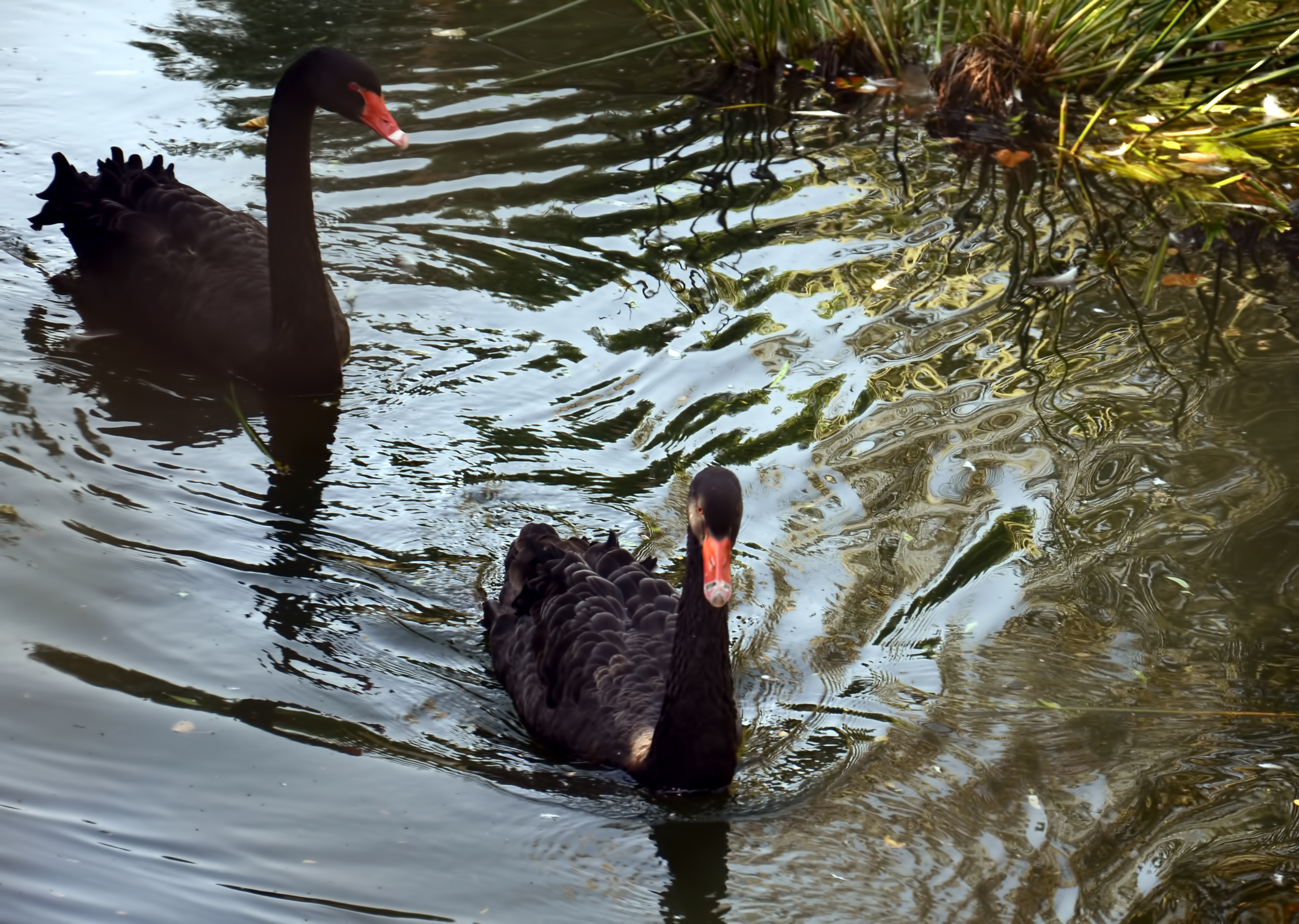
قوی سیاه
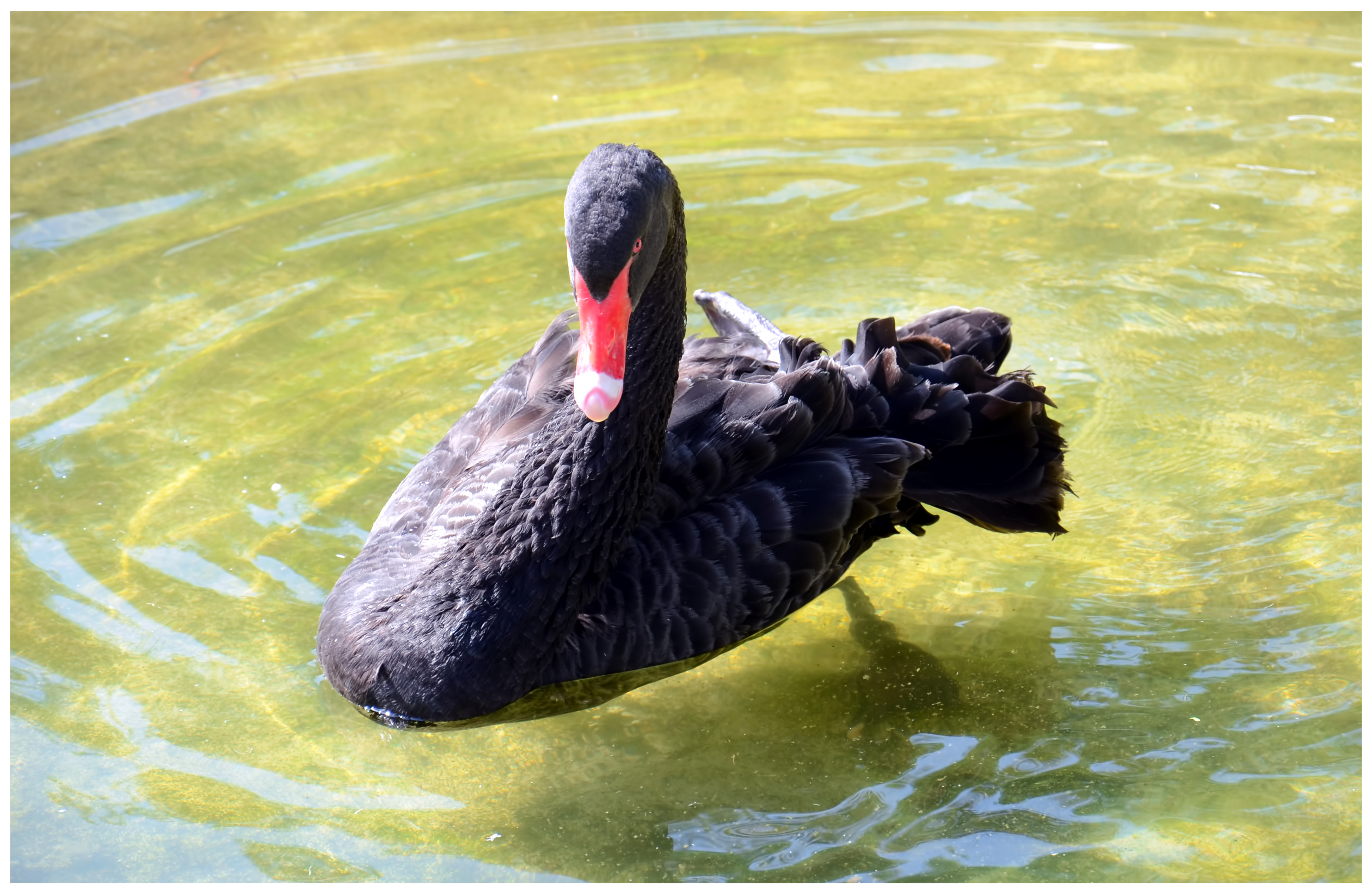
قوی سیاه